# Miocorvus larteti
Miocorvus larteti ist eine ausgestorbene Art der Rabenvögel (Corvidae). Sie ist der einzige Vertreter der Gattung Miocorvus und lebte im mittleren Miozän in Europa. Miocorvus larteti war ein mittelgroßer Corvide und erreichte etwa die Größe von Garrulus-Hähern. Die bekannten Funde stammen alle aus der südfranzösischen Fossillagerstätte Sansan, wo zur Zeit des Vorkommens von Miocorvus larteti ein Süßwassersumpf in feuchtwarmem Klima existierte. Dort bewegte sich die Art wahrscheinlich im Geäst von Auwäldern.
Miocorvus larteti wurde 1871 von Alphonse Milne-Edwards beschrieben und später von Kálmán Lambrecht in eine eigene Gattung gestellt. Die bisher gefundenen Überreste umfassen fossile Bein-, Schulter- und Flügelknochen. Die Art ist mit einem Alter von rund 15 Millionen Jahren der älteste bekannte Rabenvogel.

## Merkmale
Miocorvus larteti war, den Bein- und Flügelknochen nach zu urteilen, ein mittelgroßer und eher zierlicher Rabenvogel. Er war geringfügig kleiner als der heute lebende Eichelhäher (Garrulus glanduarius). Der Humerus war im Vergleich zu den Raben und Krähen (Corvus) kräftiger, die Ansatzstellen der Schwungfedern (Papillae ulnares) waren stärker entwickelt. Osteologisch ähnelt Miocorvus larteti mehreren rezenten Gattungen der Rabenvögel. Vergleiche mit mehreren europäischen Gattungen zeigten bei den Skelettmerkmalen Gemeinsamkeiten mit Blauelstern (Cyanopica), Echten Elstern (Pica), vor allem aber mit den Hähern der Gattung Garrulus. Miocorvus unterscheidet sich von diesen aber vor allem im Bau des Tarsometatarsus, dessen scharfe Kante weniger entwickelt ist und der eine vertiefte Gelenkpfanne wie bei Cyanopica aufweist.

## Fundorte und Fossilmaterial
| \| Sansan \|                                |
| Fundort von Miocorvus larteti in Frankreich |
| Sansan                                      |

Miocorvus larteti wurde bislang ausschließlich in der Fossillagerstätte Sansan im südlichen Frankreich gefunden. In weiter nördlich gelegenen Lagerstätten ähnlichen Alters, etwa von Petersbuch oder im Nördlinger Ries, fehlt die Art. Das bisher geborgene Fossilmaterial der Art stammt von mindestens 21 Individuen und umfasst Knochen aus dem Lauf- und Flugapparat sowie dem Schultergürtel.

## Lebensraum
Während der Existenz von Miocorvus larteti befand sich an der Fundlokalität Sansan ein Sumpfgebiet mit subtropischem Mikroklima. Entlang eines Flusssystems wuchsen Auenwälder mit dem Zürgelbaum Celtis lacunosa und dem Muskatnussgewächs Myristicacarpum miocaenicum, im Wasser waren Seerosengewächse und Armleuchteralgen zu finden. Da in Sansan mehr Exemplare von Miocorvus larteti gefunden wurden als von jeder anderen Vogelart, ist davon auszugehen, dass offene, feuchte Wälder zum typischen Habitat der Art zählten.  Seinen Lebensraum teilte sich Miocorvus mit Krokodilen, Schildkröten und Vertretern der miozänen Säugetierfauna, etwa der Giraffe Eotragus sansaniensis und dem Hirsch Dicrocerus elegans. Andere Vögel, die sich in der Lagerstätte von Sansan fanden, sind Hühnervögel, Reiher und Papageien, aber auch Greifvögel, etwa aus der Gattung der Habichte und Sperber (Accipiter).

## Zeitliche Einordnung
Fossilien von Miocorvus wurden bislang ausschließlich in der Zone MN 6 von Sansan gefunden, in tiefer liegenden Fundhorizonten fehlt die Art. Mit einem Alter von etwa 15,0–15,2 Millionen Jahren ist Miocorvus der älteste bekannte Vertreter der Familie der Rabenvögel. Weitere fossile Rabenvögel erscheinen erst einige Zeit später mit Miopica paradoxa im oberen Miozän der Ukraine und Miocitta galbreathi aus dem oberen Miozän Colorados.

## Systematik und Taxonomie

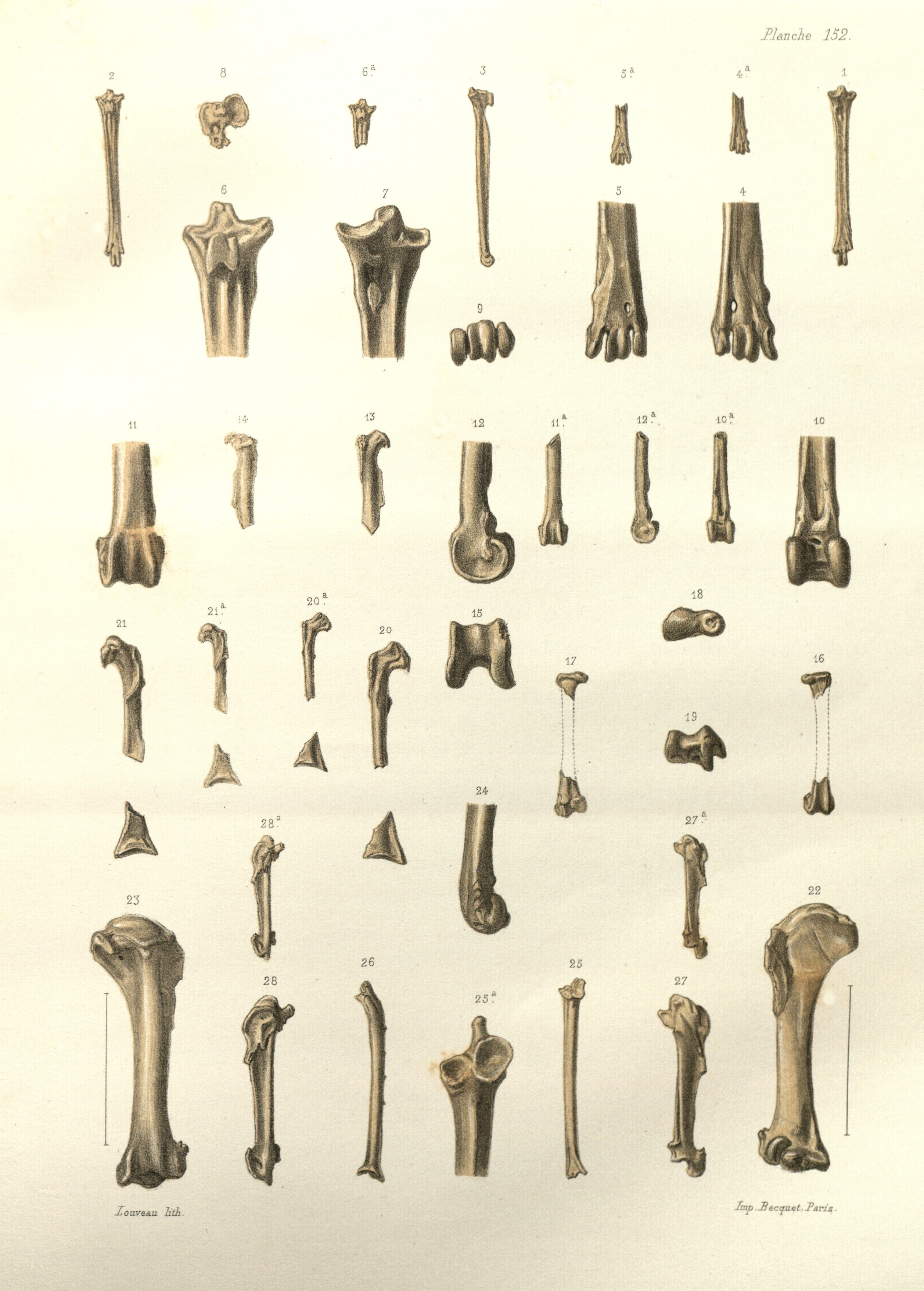
Illustration des Fossilmaterials von Miocorvus larteti aus der Erstbeschreibung von Alphonse Milne-Edwards

Das erste Knochenfragment von Miocorvus – der untere Teil eines Laufknochens – wurde Mitte des 19. Jahrhunderts von Édouard Armand Lartet gefunden, dem Entdecker der Fossillagerstätte Sansan. Die Erstbeschreibung erfolgte 1871 durch Alphonse Milne-Edwards im zweiten Band seiner Recherches Anatomiques et Paléontologiques. Milne-Edwards fertigte Zeichnungen des verfügbaren Knochenmaterials sowie eine Skelettrekonstruktion an und verlieh der Art den Namen Corvus larteti, da er eine starke Ähnlichkeit zu den heute lebenden Raben und Krähen sah. Als Artepitheton wählte er zu Ehren Lartets larteti.
Eine erste oberflächliche Revision der Artbeschreibung Milne-Edwards' nahm Kálmán Lambrecht 1933 vor. In seiner Palaeoornithologie stimmte er der Zuordnung der Art zu den Rabenvögeln grundsätzlich zu, vertrat aber die Ansicht, dass die Besonderheiten der Knochen und ihr hohes Alter eine eigene Gattung rechtfertigten. Er wählte als neuen Gattungsnamen Miocorax, wobei ihm ein Fehler unterlief: Den gleichen Namen hatte er bereits an einer früheren Stelle des Werkes für eine fossile Gattung der Kormorane verwendet, wodurch er nach den Regeln der zoologischen Nomenklatur nicht noch einmal verwendet werden konnte. Lambrecht bemerkte diesen Irrtum erst nach dem Druck des Kerntextes und korrigierte den Namen nachträglich in einer Fußnote von Miocorax zu Miocorvus. Der Name setzt sich aus Mio- für Miozän und lateinisch corvus für „Rabe“ zusammen.
Eine umfängliche Revision von Miocorvus blieb lange Zeit aus, auch wenn sie etwa von Pierce Brodkorb gefordert wurde. Im Jahr 2000 unterzog Jacques Cheneval Miocorvus larteti einer näheren Untersuchung. Er vermaß und verglich Knochenmaterial der bisher gefundenen Individuen miteinander und kam bezüglich der Familienzuordnung zu dem gleichen Schluss wie Milne-Edwards. Als Lectotypus legte er einen leicht beschädigten Tarsometatarsus (MNHN SA 1248) fest, von dem er glaubte, dass er in den Originalzeichnungen von Milne-Edwards abgebildet sei. Als Paralectotypen bestimmte er weitere Knochen aus Milne-Edwards’ ursprünglichem Material. Jirí Mlíkovský widersprach der Wahl des Lectotypus mit dem Hinweis, auf Milne-Edwards’ Tafeln seien mehrere verschiedene Knochen zu sehen, die lediglich gleichen Typs seien. Zwar mahnte Mlíkovský weitere Untersuchungen von Miocorvus an, die Zuordnung der Fossile zu den Rabenvögeln gilt jedoch weitgehend als gesichert.